# Caraje
Caraje (do grego antigo karakia, através do siríaco, e incorporado na língua árabe como kh-r-j, em língua turca: haraç) é um imposto imobiliário sobre a posse de terras, inicialmente aplicado às terras que os dhimmis detinham. O imposto não é baseado no Corão nem sobre nenhum hádice, mas sobre um ijma, consenso de teólogos-juristas especialistas de direito muçulmano. Progressivamente o termo adquiriu o significado geral de imposto.

## Artigos relacionados
- Mustakhrij